# Малкауць
Малкауць (рум. Mălcăuţi) — село в Молдові у Сороцькому районі. Входить до складу комуни, центром якої є село Деркеуць. Населення — близько 500 чол.